# (24950) Nikhilas
(24950) Nikhilas est un astéroïde de la ceinture principale.

## Description
(24950) Nikhilas est un astéroïde de la ceinture principale. Il fut découvert le 23 août 1997 à l'Observatoire Kleť par Zdeněk Moravec. Il présente une orbite caractérisée par un demi-grand axe de 2,87 UA, une excentricité de 0,06 et une inclinaison de 14,1° par rapport à l'écliptique.

## Compléments